# جورج بروکس (بازیکن فوتبال، زاده ۱۸۸۷)
جورج بروکس (انگلیسی: George Brooks؛ 1887 – 8 نوامبر ۱۹۱۸ (۳۰−۳۱ سال)) بازیکن فوتبال اهل پادشاهی متحد بریتانیای کبیر و ایرلند بود.
از باشگاه‌هایی که در آن بازی کرده‌است می‌توان به باشگاه فوتبال دربی کانتی، باشگاه فوتبال منچستر سیتی، باشگاه فوتبال بری، و باشگاه فوتبال ساوت شیلدز اشاره کرد.